# アリスタルコ

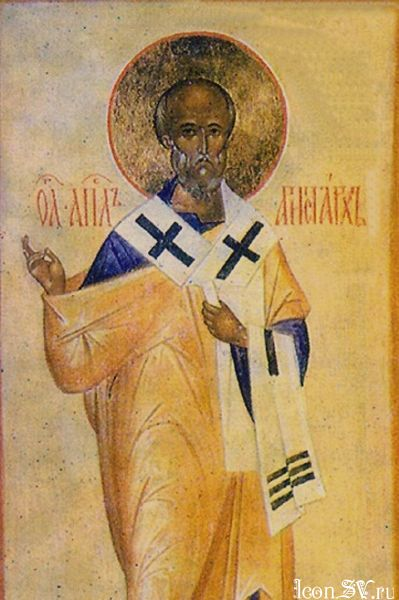
テサロニケのアリスタルコ

アリスタルコ(ギリシア語: Αρίσταρχος, 英語: Aristarchus)は、新約聖書に登場する人物で、テサロニケのマケドニア人である。「アリスタルコ」は口語訳聖書、新共同訳聖書などで使われている表記。ギリシア語: Αρίσταρχοςは古典ギリシャ語再建音からはアリスタルコス、現代ギリシャ語からはアリスタルホスと転写し得る。
パウロの伝道旅行の際にパウロ一行の同行者になった。
エフェソでデメトリオの騒乱に遭い逮捕された。パウロがエルサレムに行くときに、テサロニケ代表として献金を携えて同行した。パウロ一行がカイサリアから上る時も、テサロニケ教会の代表としてパウロに同行している。パウロがローマの獄中にいたときも、動労者としていた